# Theridion expallidatum
Theridion expallidatum är en spindelart som beskrevs av O. Pickard-Cambridge 1885. Theridion expallidatum ingår i släktet Theridion och familjen klotspindlar. Inga underarter finns listade i Catalogue of Life.